# Neastacilla tritaeniata
Neastacilla tritaeniata är en kräftdjursart som först beskrevs av Richardson 1909.  Neastacilla tritaeniata ingår i släktet Neastacilla och familjen Arcturidae. Inga underarter finns listade i Catalogue of Life.